# Relaciones Argentina-Bolivia
Las relaciones Argentina–Bolivia se refieren a las relaciones exteriores entre la República Argentina y el Estado Plurinacional de Bolivia. Ambos países fueron parte del Imperio español, y comparten una frontera internacional.

## Historia
Inicialmente, ambos estados modernos de Argentina y Bolivia formaban parte del Virreinato del Río de la Plata. Buenos Aires era entonces la Capital y Bolivia era conocida como el Alto Perú (anteriormente Provincia de Charcas). Buenos Aires expulsó al virrey en 1810, durante la Revolución de Mayo, uno de los puntos de partida de las guerras hispanoamericanas de independencia. El Alto Perú fue fuertemente disputado durante esta guerra, y Buenos Aires envió tres malas campañas militares para asegurar la zona. Los realistas del Alto Perú serían derrotados en última instancia por Sucre, que venía del Norte.

### Cuestión de Tarija
El 30 de noviembre de 1826 la provincia de Tarija fue creada y fue parte de las Provincias Unidas del Río de la Plata y la recién independizada Bolivia la reclamaba como parte de su territorio

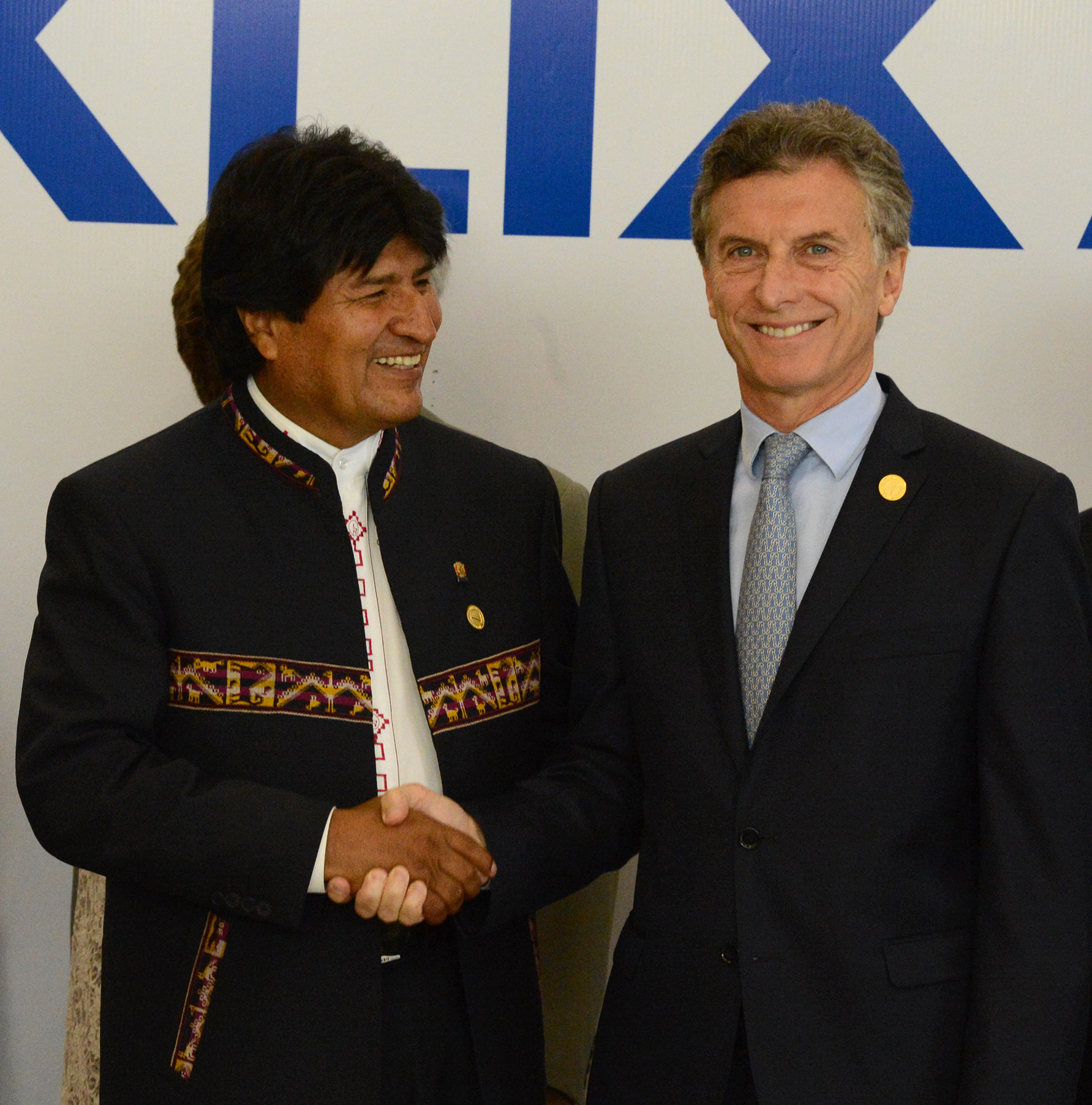
El presidente boliviano Evo Morales y su homólogo argentino Mauricio Macri durante el 49° Cumbre del Mercosur, en 2015.

Las incursiones expansionistas de Andrés de Santa Cruz, jefe de la Confederación Peruano-Boliviana, donde anexo las provincias de Jujuy y Salta llevaron a ambos países a la guerra (Conocida como la guerra de Tarija). Sin embargo, la guerra estuvo principalmente entre la Confederación Perú-Boliviana y Chile. La Confederación Argentina enfrentó en cambio el bloqueo francés del Río de la Plata, impuesto por Francia para apoyar a Santa Cruz.
Recién el 10 de mayo de 1889 por el tratado Quirno Costa-Vaca Guzmán (ligeramente modificado después) la cuestión de Tarija terminó delimitando los límites entre la República Argentina y la República de Bolivia

### Guerra de las Malvinas
Durante la guerra de las Malvinas en 1982 contra el Reino Unido, el gobierno de Bolivia (a través del general Celso Torrelio, presidente de facto de Bolivia) apoyó a Argentina y unos 25.000 bolivianos se presentaron como voluntarios para ir a la guerra de las Malvinas. El comandante de la Fuerza Aérea Boliviana había declarado que apoyaría con aviones de caza, declaraciones que la embajada británica en La Paz no obvio y el Reino Unido amenazaba con aplicar sanciones económicas a Bolivia.
Como Chile estaba a favor del Reino Unido (debido al conflicto del Beagle) los aviones peruanos que iban dedicados a apoyar a Argentina pasaron por territorio boliviano

### Época contemporánea
Ambos países forman actualmente parte del Mercosur, Argentina es un miembro de pleno derecho y Bolivia un asociado. También son miembros de la Unión de Naciones Sudamericanas y de la Organización de Estados Americanos. 
A fines de 2019 fue descubierto el contrabando de armas de Argentina a Bolivia que empezó el 12 de noviembre de 2019, cuando el presidente argentino Mauricio Macri envió 70.000 municiones de forma secreta a Bolivia con el fin de respaldar el golpe de Estado en ese país. Paralelamente el gobierno macrista había financiado la caída de la presidencia boliviana. El hecho fue descubierto el 6 de julio de 2021 cuando el canciller de Bolivia, Rogelio Mayta, le reveló a la prensa que el gobierno argentino de Mauricio Macri envió munición para reprimir las protestas contra Jeanine Áñez. que finalizaría con el saldo de varios manifestantes muertos.
En diciembre de 2023 se produciría un impasse diplomático cuando el nuevo presidente argentino, Javier Milei, lanzó adjetivos despectivos contra su par boliviano, Luis Arce. Previamente se habían generado múltiples conflictos diplomáticos del nuevo gobierno argentino con Brasil, el Vaticano, con China, Colombia, México, Nicaragua,  entre otros.

#### Crisis diplomática de 2024
El 1 de julio de 2024 el gobierno boliviano de Arce llamo a consultas a su embajador, Jorge Ramiro Tapia, en Argentina luego que de un comunicado oficial del presidente argentino Javier Milei anunciara que «el gobierno de Arce hizo una falsa denuncia de golpe de estado» en el contexto del intento de golpe de Estado en Bolivia de 2024. Además de convocar a Ramiro Tapia, el gobierno boliviano llamó al embajador de Argentina en La Paz, Marcelo Massoni, para expresarle su «enérgico rechazo» a la declaración de la Casa Rosada.
Sin embargo horas antes del comunicado del gobierno de Arce, el expresidente de Bolivia, Evo Morales, al que también criticó a Luis Arce afirmando que «engañó y mintió al pueblo boliviano y al mundo». Condenó por X «de la manera más enérgica» las declaraciones de Javier Milei diciendo que «los asuntos de los bolivianos serán resueltos por los bolivianos» y que «Milei es un enemigo de los pueblos.»

## Indicadores económicos

### Moneda
Ls moneda boliviana es 5 años más antigua que la moneda argentina. Cabe recordar que el Boliviano ingresó en vigencia en todo el territorio boliviano a partir del 1 de enero de 1987,  el Peso Argentino ingresó en vigencia en todo el territorio argentino a partir del año 1 de enero de 1992. 
| Tipo de Cambio Promedio Anual del Boliviano frente al Dólar | Tipo de Cambio Promedio Anual del Boliviano frente al Dólar | Tipo de Cambio Promedio Anual del Peso Argentino frente al Dólar | Tipo de Cambio Promedio Anual del Peso Argentino frente al Dólar |
| Año                                                         | Tipo de Cambio Promedio · Bolivia                           | Año                                                              | Tipo de Cambio Promedio Argentina                                |
| ----------------------------------------------------------- | ----------------------------------------------------------- | ---------------------------------------------------------------- | ---------------------------------------------------------------- |
| 1980                                                        | 1 dólar = b$ 31,65 pesos bolivianos                         | 1980                                                             |                                                                  |
| 1981                                                        | 1 dólar = b$ 42,27 pesos bolivianos                         | 1981                                                             |                                                                  |
| 1982                                                        | 1 dólar = b$ 94,31 pesos bolivianos                         | 1982                                                             |                                                                  |
| 1983                                                        | 1 dólar = b$ 348,94 pesos bolivianos                        | 1983                                                             | 1 dólar = $ 1 009 pesos ley                                      |
| 1984                                                        | 1 dólar = b$ 5 158 pesos bolivianos                         | 1984                                                             | 1 dólar = $a 68,58 pesos argentinos                              |
| 1985                                                        | 1 dólar = b$ 582 335 pesos bolivianos                       | 1985                                                             | 1 dólar =$a 600,36 pesos argentinos                              |
| 1986                                                        | 1 dólar = b$ 1 918 750 pesos bolivianos                     | 1986                                                             | 1 dólar = ₳ 0,94 australes                                       |
| 1987                                                        | 1 dólar = Bs 2,05 bolivianos                                | 1987                                                             | 1 dólar = ₳ 2,14 australes                                       |
| 1988                                                        | 1 dólar = Bs 2,34 bolivianos                                | 1988                                                             | 1 dólar = ₳ 8,72 australes                                       |
| 1989                                                        | 1 dólar = Bs 2,69 bolivianos                                | 1989                                                             | 1 dólar = ₳ 397,19 australes                                     |
| 1990                                                        | 1 dólar = Bs 3,17 bolivianos                                | 1990                                                             | 1 dólar = ₳ 4 877 australes                                      |
| 1991                                                        | 1 dólar = Bs 3,58 bolivianos                                | 1991                                                             | 1 dólar = ₳ 9 541 australes                                      |
| 1992                                                        | 1 dólar = Bs 3,89 bolivianos                                | 1992                                                             | 1 dólar = $ 1,00 peso argentino                                  |
| 1993                                                        | 1 dólar = Bs 4,26 bolivianos                                | 1993                                                             | 1 dólar = $ 1,00 peso argentino                                  |
| 1994                                                        | 1 dólar = Bs 4,61 bolivianos                                | 1994                                                             | 1 dólar = $ 1,00 peso argentino                                  |
| 1995                                                        | 1 dólar = Bs 4,79 bolivianos                                | 1995                                                             | 1 dólar = $ 1,00 peso argentino                                  |
| 1996                                                        | 1 dólar = Bs 5,07 bolivianos                                | 1996                                                             | 1 dólar = $ 1,00 peso argentino                                  |
| 1997                                                        | 1 dólar = Bs 5,24 bolivianos                                | 1997                                                             | 1 dólar = $ 1,00 peso argentino                                  |
| 1998                                                        | 1 dólar = Bs 5,50 bolivianos                                | 1998                                                             | 1 dólar = $ 1,00 peso argentino                                  |
| 1999                                                        | 1 dólar = Bs 5,80 bolivianos                                | 1999                                                             | 1 dólar = $ 1,00 peso argentino                                  |
| 2000                                                        | 1 dólar = Bs 6,17 bolivianos                                | 2000                                                             | 1 dólar = $ 1,00 peso argentino                                  |
| 2001                                                        | 1 dólar = Bs 6,59 bolivianos                                | 2001                                                             | 1 dólar = $ 1,00 peso argentino                                  |
| 2002                                                        | 1 dólar = Bs 7,15 bolivianos                                | 2002                                                             | 1 dólar = $ 3,10 pesos argentinos                                |
| 2003                                                        | 1 dólar = Bs 7,64 bolivianos                                | 2003                                                             | 1 dólar = $ 2,95 pesos argentinos                                |
| 2004                                                        | 1 dólar = Bs 7,92 bolivianos                                | 2004                                                             | 1 dólar = $ 2,94 pesos argentinos                                |
| 2005                                                        | 1 dólar = Bs 8,04 bolivianos                                | 2005                                                             | 1 dólar = $ 2,92 pesos argentinos                                |
| 2006                                                        | 1 dólar = Bs 7,96 bolivianos                                | 2006                                                             | 1 dólar = $ 3,07 pesos argentinos                                |
| 2007                                                        | 1 dólar = Bs 7,79 bolivianos                                | 2007                                                             | 1 dólar = $ 3,11 pesos argentinos                                |
| 2008                                                        | 1 dólar = Bs 7,18 bolivianos                                | 2008                                                             | 1 dólar = $ 3,16 pesos argentinos                                |
| 2009                                                        | 1 dólar = Bs 6,96 bolivianos                                | 2009                                                             | 1 dólar = $ 3,72 pesos argentinos                                |
| 2010                                                        | 1 dólar = Bs 6,96 bolivianos                                | 2010                                                             | 1 dólar = $ 3,91 pesos argentinos                                |
| 2011                                                        | 1 dólar = Bs 6,88 bolivianos                                | 2011                                                             | 1 dólar = $ 4,12 pesos argentinos                                |
| 2012                                                        | 1 dólar = Bs 6,86 bolivianos                                | 2012                                                             | 1 dólar = $ 4,55 pesos argentinos                                |
| 2013                                                        | 1 dólar = Bs 6,86 bolivianos                                | 2013                                                             | 1 dólar = $ 5,47 pesos argentinos                                |
| 2014                                                        | 1 dólar = Bs 6,86 bolivianos                                | 2014                                                             | 1 dólar = $ 8,12 pesos argentinos                                |
| 2015                                                        | 1 dólar = Bs 6,86 bolivianos                                | 2015                                                             | 1 dólar = $ 9,26 pesos argentinos                                |
| 2016                                                        | 1 dólar = Bs 6,86 bolivianos                                | 2016                                                             | 1 dólar = $ 14,7 pesos argentinos                                |
| 2017                                                        | 1 dólar = Bs 6,86 bolivianos                                | 2017                                                             | 1 dólar = $ 16,5 pesos argentinos                                |
| 2018                                                        | 1 dólar = Bs 6,86 bolivianos                                | 2018                                                             | 1 dólar = $ 28,1 pesos argentinos                                |
| 2019                                                        | 1 dólar = Bs 6,86 bolivianos                                | 2019                                                             | 1 dólar = $ 48,2 pesos argentinos                                |
| 2020                                                        | 1 dólar = Bs 6,86 bolivianos                                | 2020                                                             | 1 dólar = $ 70,6 pesos argentinos                                |
| 2021                                                        | 1 dólar = Bs 6,86 bolivianos                                | 2021                                                             | 1 dólar = $ 95,1 pesos argentinos                                |
| 2022                                                        | 1 dólar = Bs 6,86 bolivianos                                | 2022                                                             | 1 dólar = $ 130 pesos argentinos                                 |
| 2023                                                        | 1 dólar = Bs 6,86 bolivianos                                | 2023                                                             | 1 dólar = $ 256 pesos argentinos                                 |
| Fuente: Fondo Monetario Internacional FMI (2023)            |                                                             |                                                                  |                                                                  |

## Misiones diplomáticas

### De Argentina en Bolivia
Argentina tiene una embajada y cinco consulados en cinco Departamentos de Bolivia.
| Misiones Diplomáticas de Argentina en Bolivia | Misiones Diplomáticas de Argentina en Bolivia | Misiones Diplomáticas de Argentina en Bolivia | Misiones Diplomáticas de Argentina en Bolivia |
| N.º                                           | Representación                                | Ciudad                                        | Departamento de                               |
| --------------------------------------------- | --------------------------------------------- | --------------------------------------------- | --------------------------------------------- |
| 1°                                            | Embajada                                      | La Paz                                        | La Paz                                        |
| 2°                                            | Consulado General                             | Santa Cruz de la Sierra                       | Santa Cruz                                    |
| 3°                                            | Consulado                                     | Cochabamba                                    | Cochabamba                                    |
| 4°                                            | Consulado                                     | Tarija                                        | Tarija                                        |
| 5°                                            | Consulado                                     | Yacuiba                                       | Tarija                                        |
| 6°                                            | Consulado                                     | Villazón                                      | Potosí                                        |

### De Bolivia en Argentina
Bolivia ha logrado establecer una embajada y diez consulados en diferentes Provincias de Argentina además de cuatro viceconsulados en la Provincia de Buenos Aires.
| Misiones Diplomáticas de Bolivia en Argentina | Misiones Diplomáticas de Bolivia en Argentina | Misiones Diplomáticas de Bolivia en Argentina | Misiones Diplomáticas de Bolivia en Argentina |
| N.º                                           | Representación                                | Ciudad                                        | Provincia                                     |
| --------------------------------------------- | --------------------------------------------- | --------------------------------------------- | --------------------------------------------- |
| 1°                                            | Embajada                                      | Buenos Aires                                  | Ciudad Autónoma de Buenos Aires               |
| 2°                                            | Consulado General                             | Buenos Aires                                  | Ciudad Autónoma de Buenos Aires               |
| 3°                                            | Consulado                                     | Córdoba                                       | Córdoba                                       |
| 4°                                            | Consulado                                     | Salta                                         | Salta                                         |
| 5°                                            | Consulado                                     | Jujuy                                         | Jujuy                                         |
| 6°                                            | Consulado                                     | Rosario                                       | Santa Fe                                      |
| 7°                                            | Consulado                                     | Mendoza                                       | Mendoza                                       |
| 8°                                            | Consulado                                     | Viedma                                        | Río Negro                                     |
| 9°                                            | Consulado                                     | Orán                                          | Salta                                         |
| 10°                                           | Consulado                                     | Salvador Mazza                                | Salta                                         |
| 11°                                           | Consulado                                     | La Quiaca                                     | Jujuy                                         |
| 12°                                           | Viceconsulado                                 | La Plata                                      | Buenos Aires                                  |
| 13°                                           | Viceconsulado                                 | La Matanza                                    | Buenos Aires                                  |
| 14°                                           | Viceconsulado                                 | Pilar                                         | Buenos Aires                                  |
| 15°                                           | Viceconsulado                                 | Comodoro                                      | Chubut                                        |

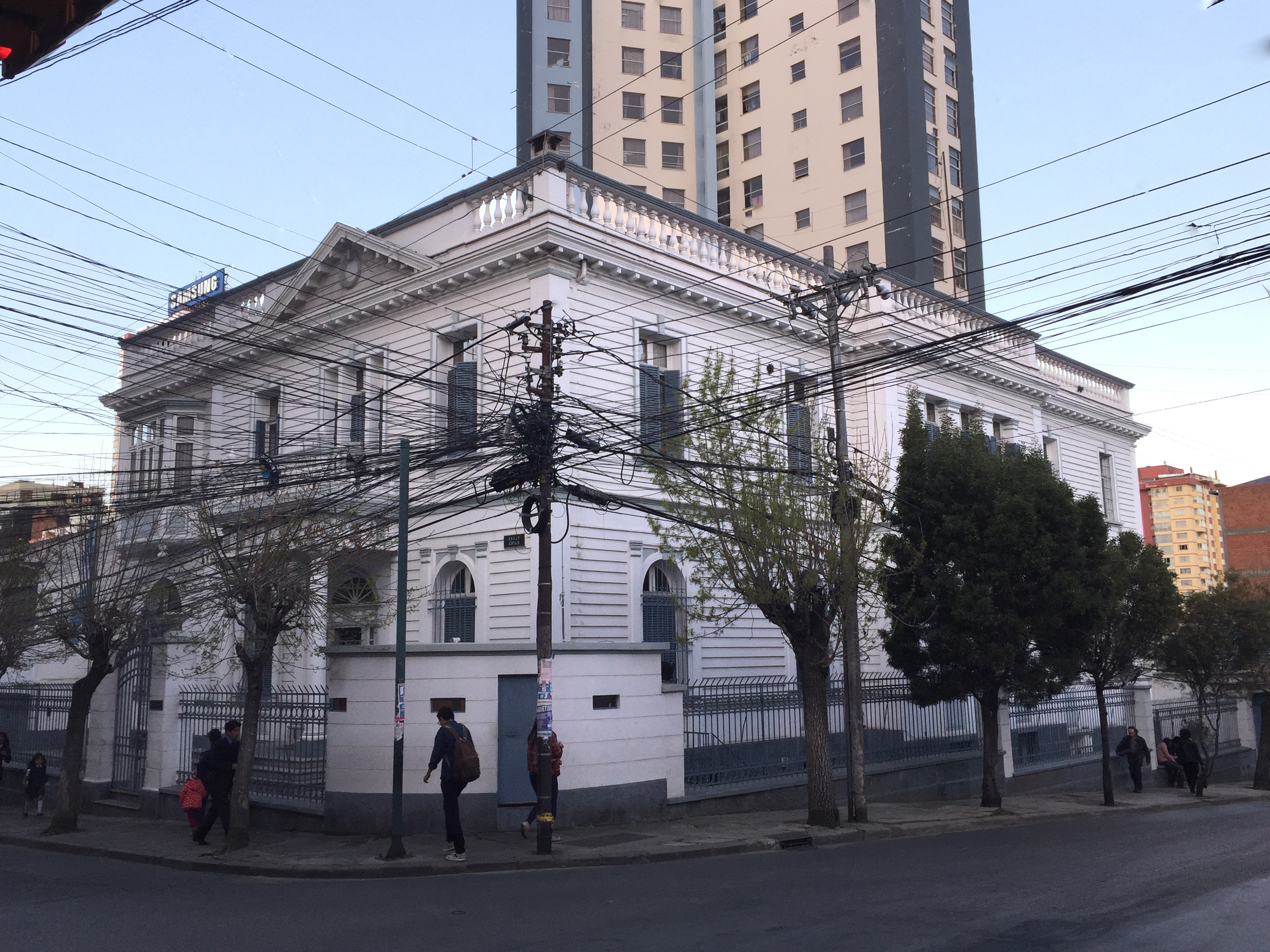
Embajada de la Argentina en La Paz
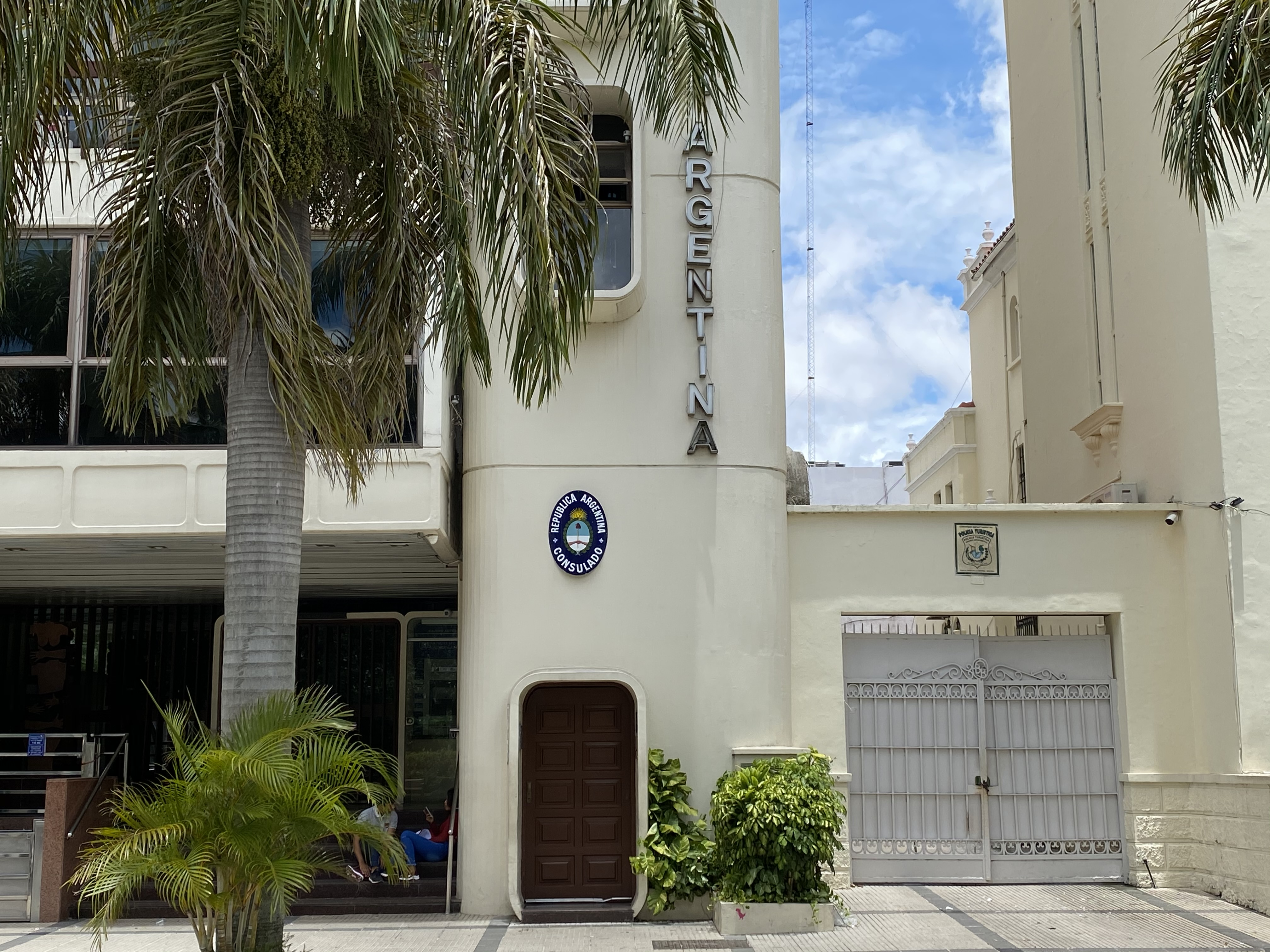
Consulado-General de la Argentina en Santa Cruz de la Sierra
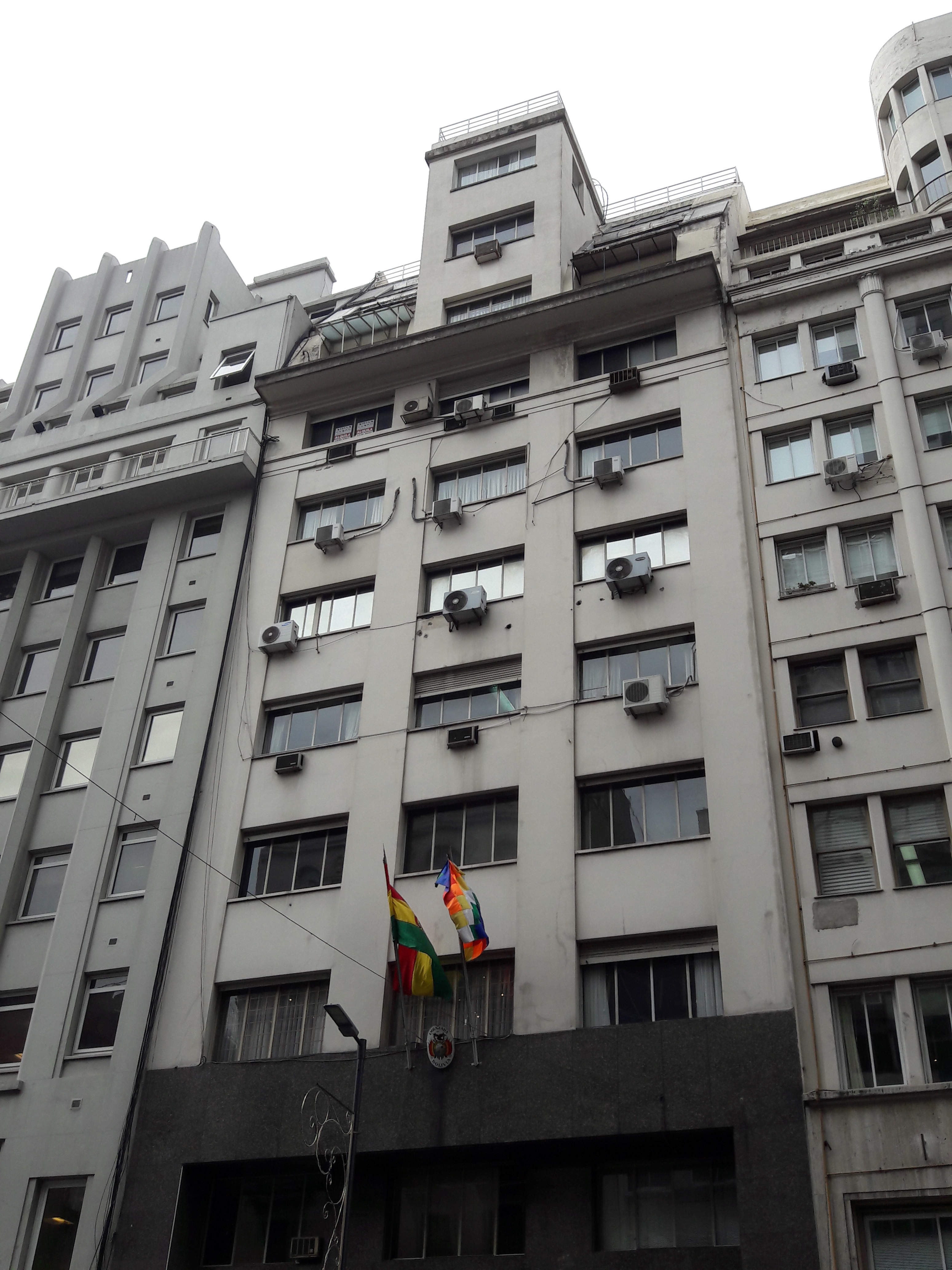
Embajada de Bolivia en Buenos Aires

## Embajadores

### Embajadores de Bolivia en Argentina
| Embajadores bolivianos en Argentina  | Designado por el Presidente de Bolivia | Período como Embajador o Embajadora               | Referencias |
| ------------------------------------ | -------------------------------------- | ------------------------------------------------- | ----------- |
| Jorge Valdez Añez (1948-)            | Víctor Paz Estenssoro                  | 1 de septiembre de 1987 - 1 de septiembre de 1989 |             |
| Agustín Saavedra Weise † (1943-2021) | Jaime Paz Zamora                       | 1 de septiembre de 1989 - 1 de septiembre de 1993 | [ 10 ]      |
| Luis Lema Molina † (1941-2010)       | Gonzalo Sánchez de Lozada              | 1 de septiembre de 1993 - 16 de enero de 1995     | [ 10 ]      |
| Julio Garrett Ayllón † (1923-2018)   | Gonzalo Sánchez de Lozada              | 7 de junio de 1995 - 1 de octubre de 1997         | [ 10 ]      |
| Manfredo Kempff Suárez (1945-)       | Hugo Banzer Suárez                     | 1 de octubre de 1997 - 29 de diciembre de 1999    | [ 10 ]      |
| Fernando Bedoya Ballivián (†)        | Hugo Banzer Suárez                     | 7 de febrero de 2000 - 28 de octubre de 2003      | [ 10 ]      |
| Arturo Liebers Baldiviezo (1946-)    | Carlos Mesa Gisbert                    | 28 de octubre de 2003 - 4 de mayo de 2006         | [ 10 ]      |
| Roger Ortiz Mercado (†)              | Evo Morales Ayma                       | 4 de mayo de 2006 - 31 de abril de 2007           | [ 10 ]      |
| Sixto Valdez Cueto (encargado)       | Evo Morales Ayma                       | 1 de mayo de 2007 - 7 de agosto de 2008           | [ 10 ]      |
| Leonor Arauco Lemaitre (1950-)       | Evo Morales Ayma                       | 13 de agosto de 2008 - 4 de abril de 2013         | [ 10 ]      |
| Liborio Flores Enríquez (1957-)      | Evo Morales Ayma                       | 4 de abril de 2013 - 26 de octubre de 2016        | [ 10 ]      |
| Santos Tito Véliz (1964-)            | Evo Morales Ayma                       | 26 de octubre de 2016 - 15 de noviembre de 2019   | [ 10 ]      |
| Julio Alvarado Aguilar (encargado)   | Jeanine Áñez Chávez                    | 2 de diciembre de 2019 - 10 de diciembre de 2020  | [ 10 ]      |
| Jorge Ramiro Tapia Sainz (1957-)     | Luis Arce Catacora                     | 10 de diciembre de 2020 - Actualidad              | [ 10 ]      |

### Embajadores de Argentina en Bolivia
| Embajadores argentinos en Bolivia | Designado por el Presidente de Argentina | Período como Embajador o Embajadora           | Referencias |
| --------------------------------- | ---------------------------------------- | --------------------------------------------- | ----------- |
| María del Cármen Echeverría       | Carlos Saúl Menem                        | 17 de mayo de 1994 - 17 de mayo de 1996       | [ 10 ]      |
| Alejandro Telesforo Mosquera      | Carlos Saúl Menem                        | 17 de mayo de 1996 - 1 de abril de 1998       | [ 10 ]      |
| Zelmira Mireya Emerise Regazzoli  | Carlos Saúl Menem                        | 1 de abril de 1998 - 1 de abril de 2000       | [ 10 ]      |
| Arturo Enrique Ossorio Arana      | Fernando de la Rúa                       | 1 de abril de 2000 - 1 de agosto de 2003      | [ 10 ]      |
| Joaquín Daniel Otero (encargado)  | Fernando de la Rúa                       | 1 de agosto de 2003 - 30 de octubre de 2003   | [ 10 ]      |
| Horacio Antonio Macedo            | Néstor Kirchner                          | 30 de octubre de 2003 - 12 de julio de 2012   | [ 10 ]      |
| Sergio Ariel Basteiro             | Cristina Fernández                       | 12 de julio de 2012 - 10 de diciembre de 2015 | [ 11 ]      |
| Normando Álvarez García           | Mauricio Macri                           | 3 de marzo de 2016 - 10 de diciembre de 2019  | [ 12 ]      |
| Diego Alonso Garcés (encargado)   | Mauricio Macri                           | 10 de diciembre de 2019 - 19 de abril de 2021 | [ 12 ]      |
| Sergio Ariel Basteiro             | Alberto Fernández                        | 19 de abril de 2021 - 10 de diciembre de 2023 | [ 12 ]      |
| Marcelo Adrián Massoni            | Javier Milei                             | 28 de febrero de 2024 - Actualidad            |             |

## Datos de población y superficie
| Provincias de Argentina y Departamentos de Bolivia por Población (Según censo argentino de 2022 y censo boliviano de 2024)          | Provincias de Argentina y Departamentos de Bolivia por Población (Según censo argentino de 2022 y censo boliviano de 2024) | Provincias de Argentina y Departamentos de Bolivia por Población (Según censo argentino de 2022 y censo boliviano de 2024) | Provincias de Argentina y Departamentos de Bolivia por Población (Según censo argentino de 2022 y censo boliviano de 2024) |  |
| N.ª | Departamento o Provincia                                                                                                   | Habitantes | Pertenece a |  |
| --- | --- | --- | --- |  |
| 1.º | Buenos Aires | 17 523 996 | Argentina |  |
| 2.º | Córdoba | 3 840 905 | Argentina |  |
| 3.º | Santa Fe | 3 544 908 | Argentina |  |
| 4.º | Ciudad de Buenos Aires | 3 121 707 | Argentina |  |
| 5.º | Santa Cruz | 3 115 386 | Bolivia |  |
| 6.º | La Paz | 3 022 566 | Bolivia |  |
| | | | |  |
| 7.º | Mendoza | 2 043 540 | Argentina |  |
| 8.º | Cochabamba | 2 005 373 | Bolivia |  |
| | | | |  |
| 9.º | Tucumán | 1 731 820 | Argentina |  |
| 10.º | Salta | 1 441 351 | Argentina |  |
| 11.º | Entre Ríos | 1 425 578 | Argentina |  |
| 12.º | Misiones | 1 278 873 | Argentina |  |
| 13.º | Corrientes | 1 212 696 | Argentina |  |
| 14.º | Chaco | 1 129 606 | Argentina |  |
| 15.º | Santiago del Estero | 1 060 906 | Argentina |  |
| | | | |  |
| 16.º | Potosí | 856 419 | Bolivia |  |
| 17.º | San Juan | 822 853 | Argentina |  |
| 18.º | Jujuy | 811 611 | Argentina |  |
| 19.º | Río Negro | 750 768 | Argentina |  |
| 20.º | Neuquén | 710 814 | Argentina |  |
| 21.º | Formosa | 607 419 | Argentina |  |
| 22.º | Chuquisaca | 600 132 | Bolivia |  |
| 23.º | Chubut | 592 621 | Argentina |  |
| 24.º | Oruro | 570 194 | Bolivia |  |
| 25.º | San Luis | 542 069 | Argentina |  |
| 26.º | Tarija | 534 348 | Bolivia |  |
| | | | |  |
| 27.º | Beni | 477 441 | Bolivia |  |
| 28.º | Catamarca | 429 562 | Argentina |  |
| 29.º | La Rioja | 383 865 | Argentina |  |
| 30.º | La Pampa | 361 859 | Argentina |  |
| 31.º | Santa Cruz | 337 226 | Argentina |  |
| 32.º | Tierra del Fuego | 185 732 | Argentina |  |
| 33.º | Pando | 130 761 | Bolivia |  |
| | | | |  |
| TOTAL | Bolivia | 11 312 620 | 19,8 % |  |
| TOTAL | Argentina | 45 892 285 | 80,2 % |  |
| TOTAL | Argentina y Bolivia | 57 204 905 | 100 % |  |
| Fuente: Instituto Nacional de Estadística y Censos de Argentina (INDEC) Fuente: Instituto Nacional de Estadística de Bolivia (INE). | | | |  |